# Société du haut débit
Société du haut débit (SHD) est une filiale de SFR, avec le partenariat du Groupe Canal+.
Initialement issue d'un partenariat entre Neuf Cegetel (34 % du capital) et SFR (66 %), la SHD est désormais détenue à 100 % par SFR depuis la fusion Neuf-Cegetel/SFR en 2008.
Active dans le domaine de l'accès haut débit par Wimax, elle détient des licences dans deux régions françaises (Île-de-France et Provence-Alpes-Côte d'Azur).
La SHD a déployé 86 sites radio en Île-de-France et en Provence-Alpes-Côte d'Azur. La SHD, comme de nombreux opérateurs du Wimax en France, est sous surveillance de l'ARCEP car elle n'a pas respecté l'engagement initial de déploiement de 347 sites sur les deux régions.

## Annexe